# Schauburg (München)

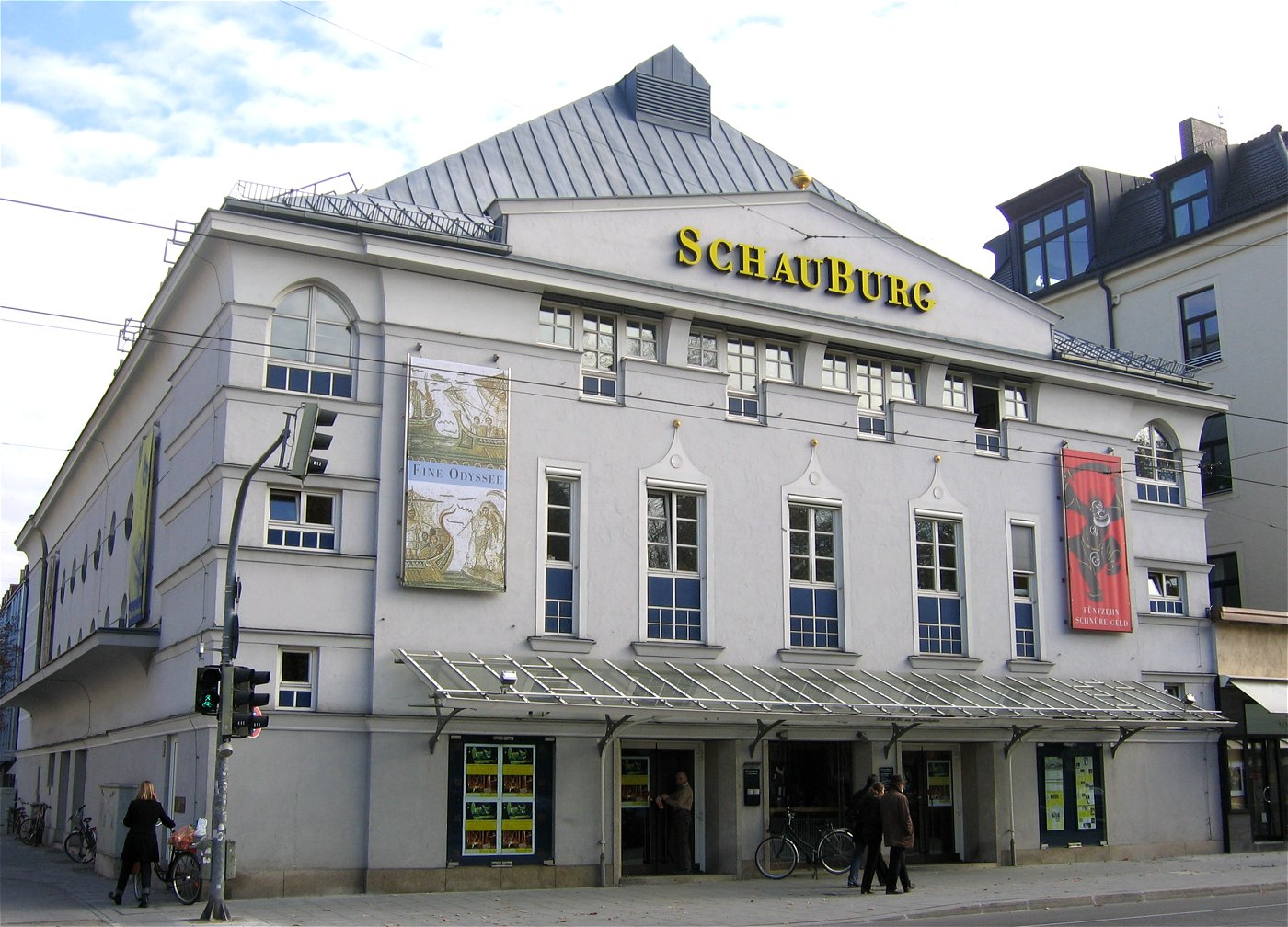
Theatergebäude der Schauburg

Die Schauburg (auch SchauBurg) ist das Kinder- und Jugendtheater der Stadtverwaltung München mit jährlich etwa 350 Aufführungen.

## Geschichte des Theaters
Gegründet wurde das Theater 1953 von Siegfried Jobst und seiner Frau Annemarie Jobst-Grashey als „Münchner Märchenbühne“. Ihren künstlerischen Auftrag sah das Ehepaar darin, nach den materiellen, moralischen und geistigen Zerstörungen des Faschismus einen Beitrag zum kulturellen Wiederaufbau zu leisten. Ihnen ging es nicht um Unterhaltung und Zerstreuung. Vielmehr sahen sie es als ihre Aufgabe an, Emotionen bei den jungen Zuschauern zu wecken und Tugenden anzusprechen wie Kameradschaft, Freundschaft und Selbstvertrauen. Das erste Stück, Pechvogel und Glückskind von Alfred von Beckerath, hatte seine Uraufführung am 3. Juni 1953 im damaligen Goethe-Saal in Schwabing. Die Bühne war einfach, der Eintritt betrug 85 Pfennige. 1983 erhielt Siegfried Jobst auf Vorschlag des damaligen Intendanten Jürgen Flügge für seine Verdienste die Medaille „München Leuchtet“ in Silber.
Nach 53 Premieren von Märchen, Klassikern und Kasperlestücken, nach ca. 3000 Vorstellungen und mehr als einer Million Besuchern übernahm 1968 die Stadt München das inzwischen in „Theater der Jugend“ (TdJ) umbenannte Haus und gliederte es den Münchner Kammerspielen an. Zwischen 1969 und 1973 war Norbert J. Mayer künstlerischer Leiter. Er machte das Haus zu einem Kommunikationszentrum, zu einem Ort der Provokation, der Agitation und des Protests. Neben Stücken aus dem Repertoire des Berliner Grips-Theaters entstanden Besser keine Schule als … und Oder auf etwas schießen bis es kaputt ist, beide von Helmut Walbert.
Die Nachfolger Hedda Kage und Iven Tiedemann leiteten das Haus von 1973 bis 1975. Anstelle von politisch-pädagogischen Themen wollten sie Theater zum Erlebnis für die ganze Familie machen. In Ein Fest bei Papadakis – einem typischen Stück des Grips-Theaters Berlin – besetzten sie die Rollen ausschließlich mit „Experten des Alltags“: Türken, Griechen, griechischen Musikern. Das war im Jahr 1974 und damals wurden sie „Gastarbeiter“ genannt.
Jens Heilmeyer folgte von 1975 bis 1980. Er musste die Zeit überbrücken, in der das alte Theater aus feuerpolizeilichen Gründen geschlossen war. Nach schwierigen Diskussionen übernahm die Landeshauptstadt München das Gebäude des ehemaligen Ufa-Kinos Schauburg und der späteren Disco Blow-Up am Elisabethplatz und baute es zu einem Kinder- und Jugendtheater um. Währenddessen wurde mobil gespielt: Die mehrteilige Oma-Stingl-Reihe, geschrieben von Hans Mathes Merkel, wurde bei freiem Eintritt Open Air in allen Stadtteilen gezeigt. Das neue „Theater der Jugend“ in der Schauburg wurde eröffnet mit der Uraufführung von Das Märchen vom Starken Hans, ebenfalls von Hans-Mathes Merkel (1977). Nach Streitigkeiten mit städtischen Behörden und dem Kultusministerium im Zusammenhang mit dem Stück Was heißt hier Liebe? vom Theater Rote Grütze löste Jens Heilmeyer seinen Vertrag vorzeitig.
Sein Nachfolger wurde Jürgen Flügge, Ko-Autor des umstrittenen Stückes Was heißt hier Liebe?. Er veranstaltete drei beispielhafte Festivals: „Schau Spiele“ 1985, 1986 und 1988. Statt Kinder- und Jugendtheater auf die Frage „Grips“ oder „Märchenbühne“ zu reduzieren, betonte er die poetische Kraft des Theaters. Ab 1983 hatte er als Intendant die künstlerische Unabhängigkeit von den Münchner Kammerspielen, bei denen die organisatorische Verantwortung verblieb. Ein eigenes festes Ensemble, die Hausautoren Wilfried Grote und Rudolf Herfurtner, die Erfindung immer neuer Spielorte in dem für Kinder total ungeeigneten Gebäude trugen dazu bei, dass er neun Jahre den Stil des Theaters der Jugend prägen konnte. Sein Wunsch, die Schauburg mit einem multifunktionalen Raum auszustatten, wurde von der Stadt nicht erfüllt.
1990 übernahmen der Holländer George Podt (Intendant) und Dagmar Schmidt das Haus. Im selben Jahr beschloss der Stadtrat den Umbau. Deshalb wurde ein Kolpingsaal in der Au (heute I-Camp) zum provisorischen Theater der Jugend. 1993 konnte die Wiedereröffnung der Schauburg am Elisabethplatz gefeiert werden. Damals wurde das Theater offiziell umbenannt in SCHAUBURG – Theater der Jugend. Neben der Hauptbühne, die eine komplett variable Bestuhlung ermöglicht – Guckkasten, Arena, leerer Zuschauerraum –, gibt es ein kleines Studio unter dem Dach, ein Café mit kleiner Bühne und das Foyer als Veranstaltungsort. Als ihren künstlerischen Ansatz nannten George Podt und Dagmar Schmidt „Kompliziertheit gegen Vereinfachung“. Kinder und Jugendliche sollten für komplexe Theaterarbeiten auf der Bühne begeistert werden. Kinder und Jugendliche bräuchten Rüstzeug, um sich mit der komplizierten Welt, in die sie hineinwachsen, auseinanderzusetzen, sie zu durchschauen und zu begreifen. Stilprägende Regisseure waren Peer Boysen, Beat Fäh und Gil Mehmert.
Mit Beginn der Spielzeit 2017/2018 übernahm Andrea Gronemeyer die Leitung der Schauburg. Seitdem begreift sich das Theater als offenes Haus der darstellenden Künste für junge und jung gebliebene Zuschauer. Das Publikum kann in der Schauburg mit Theater heranwachsen, denn das Ensemble spielt Stücke bereits für die allerkleinsten Zuschauer ab 3 Monaten und spezifiziert seine Angebote altersgemäß bis ins Erwachsenenalter. Den Spielplan prägen vor allem neue Stücke zeitgenössischer Autoren, die speziell für junges Publikum entwickelt wurden, darunter Neuinterpretationen von Stoffen der Weltliteratur ebenso wie Stücke, die Themen aus der konkreten Lebenswelt der jungen Zuschauer oder brennende gesellschaftliche Fragen aufgreifen. Neben Schauspiel kann man in der Schauburg auch Tanz, Musik-, Figuren- und Improvisationstheater und grenzüberschreitende Theaterformen erleben. Mit mobilen Produktionen für Klassenzimmer und Kindergärten sucht das Schauburg-Ensemble Kontakt zu Kindern und Jugendlichen aus theaterferneren Stadtteilen und den Alltagswelten seines Publikums. Die Schauburg wird sich weltweit vernetzen und diese Erfahrungen aus dem interkulturellen Austausch in den Spielplan und die partizipatorischen Projekte einbringen. Das Bewusstsein, für ein Publikum mit Wurzeln in vielen Kulturen zu spielen, ist der Motor für die Vision der Schauburg, sich als ein Ort der kulturellen Identitätsfindung in einer vielfältigen Gesellschaft zu etablieren.
Die Einladung zum Mitspielen in Theaterclubs und partizipatorischen Bühnenprojekten mit „Experten des Alltags“ ist fester Bestandteil der künstlerischen Arbeit an der Schauburg: im Schauburg LAB haben Kinder und Jugendliche aller Altersstufen die Möglichkeit, sich über die ganze Spielzeit oder in kompakten Ferienprojekten als Tänzer, Musiker, Schauspieler oder Autoren selbst auf und hinter der Bühne auszuprobieren und ihre eigene Sprache zu finden.

## Geschichte des Gebäudes
Das Gebäude am Elisabethplatz im Stadtteil Schwabing-West wurde 1926 als Lichtspieltheater errichtet, das damals den typischen Namen Schauburg bekam. Nach 40 Jahren Kinobetrieb folgte die Umwandlung in ein Privattheater, das allerdings schon bald Konkurs anmelden musste. 1967 bauten die Brüder Anusch und Temur Samy die Schauburg um und richteten dort bis 1972 eine der bekanntesten Diskotheken Europas ein, das Blow Up. Es war Deutschlands erste Großraumdiskothek für 2.500 Gäste, in der 250 Scheinwerfer im Rhythmus der Songs zuckten. Gemäß dem Wochenmagazin Stern war das Blow Up „Deutschlands erster Beatschuppen“, in dem im Stil des New Yorker Guggenheim Museums eine an den Außenwänden entlanglaufende Gangway eingebaut war, die immer wieder auf verschiedenen Ebenen in Plattformen mündete. Das Publikum tanzte im Saal und flanierte auf der Gangway, die Bands spielten auf den Plattformen. Hier traten Pink Floyd, Yes und Künstler wie Jimi Hendrix und Sammy Davis, Jr. auf. In den fünf Jahren seines Bestehens sorgte das Blow Up auch wegen des Besuchs von Gästen wie Fritz Teufel und Andreas Baader für Schlagzeilen. Nach fünf Jahren schloss das Blow Up 1972.
Als eine Supermarkt-Kette das leer stehende Gebäude beziehen wollte, gründete sich eine Bürgerbewegung gegen diese Nutzung. Diese Initiative fürchtete, der Supermarkt würde die Existenz des gegenüber liegenden Elisabethmarkts gefährden. So wurden die Standl-Betreiber die größten Befürworter einer kulturellen Nutzung. Die Stadt kaufte das Gebäude, um es als kommunales Kinder- und Jugendtheater zu betreiben.